# Lozova, Sosnîțea
Lozova (în ucraineană Лозова) este un sat în comuna Lavî din raionul Sosnîțea, regiunea Cernihiv, Ucraina.

## Demografie
Componența lingvistică a localității Lozova
     Ucraineană (92,68%)
     Rusă (7,32%)
Conform recensământului din 2001, majoritatea populației localității Lozova era vorbitoare de ucraineană (92,68%), existând în minoritate și vorbitori de rusă (7,32%).